# Association sportive de Corbeil-Essonnes Canoë-Kayak
 (juillet 2018).
L'Association Sportive de Corbeil-Essonnes Canoë-Kayak est une association sportive de canoë-kayak, basée à Corbeil-Essonnes, en France.

## Personnalités

### Joueurs de kayak-polo
Équipe masculine senior N1 en 2008
- Thomas Bretenoux
- Alexis Toulon
- Thomas Perrin
- Brice Secheresse
- Aurélien Massias
- Mickael Silva
- Guillaume Perrin